# Boris Naščёkin
Boris Naščёkin (23 luglio 1938 – Mosca, 28 settembre 1993) è stato un regista sovietico.

## Filmografia parziale

### Regista
- Odnaždy letom (1974)
- Poslednjaja dvojka (1978)